# Luc Petton
Luc Petton, né le 9 juin 1956 à Saint-Renan, est un danseur et un chorégraphe français. Il est principalement connu grâce à son travail avec les oiseaux, mis en place depuis 2004, qui lui procure une reconnaissance internationale.

## Biographie
Luc Petton naît et grandit en Bretagne. Fasciné par le mouvement, il pratique le karaté à haut niveau puis découvre à dix-huit ans la danse. En 1979, il bénéficie d'une bourse d'études du Conservatoire national des arts du cirque et du mime[réf. nécessaire]. Sa rencontre avec Moses Pendelton, directeur de la compagnie Pilobolus, l'incite à poursuivre sa formation de danseur à New York en 1980-1981 au Dance Theater Lab d'Alwin Nikolais, mais également auprès de Murray Louis et Hanya Holm,. Parallèlement, il rencontre le milieu post-moderne et travaille les techniques de contact improvisation. En 1981, Il est engagé comme danseur au Folkwang Tanz Studio dirigé par Susanne Linke, à Essen en Allemagne, où il collabore jusqu'en 1984. Il repart une année à New York travailler auprès de Ruth Currier, tout en s'ouvrant aux nouvelles approches du corps à la School Movement Research et y côtoie la compagnie de Trisha Brown.
Luc Petton revient en France et cofonde la Compagnie Icosaèdre avec la danseuse et sociologue Marilén Iglesias-Breuker en 1986,. Il collabore à cette époque avec Dominique Dupuy sur l'instrumentarium Pilates puis, en 1996, interprète En vol que Dominique Dupuy recrée pour lui. En 1994, il crée en Picardie sa propre compagnie, Le Guetteur, et présente ses premières créations If et Oscar (s'inspirant des travaux du Bauhaus et d'Oskar Schlemmer).
Ornithologue amateur depuis de nombreuses années, il réalise en 2004 un projet chorégraphique mêlant danseurs et oiseaux vivants. Il utilise, notamment pour la famille des anatidae (cygnes, canards), les techniques d'imprégnation post-éclosion développées avec les oies par Konrad Lorenz dans les années 1950. Le premier projet La Confidence des oiseaux est créé en plein air en 2005, puis en salle en 2006 à la Faïencerie de Creil. Une version inédite est présentée aux Hivernales d'Avignon en 2008. Il réalise une nouvelle version, intitulée Migration d'été, à laquelle participent de nouveaux oiseaux. Cette version connaît un grand succès lors de son passage au Festival d'Avignon puis au Théâtre national de Chaillot et lui vaudra une large notoriété internationale. Le projet se poursuit et s'étoffe avec le spectacle Swan en 2012,, qui lui a valu la récompense du « Talents Danse de l'ADAMI ». À partir de 2013, il travaille à la création de Light Bird, mettant en jeu des Grues de Mandchourie et des danseurs en relation avec la Corée du Sud.  
Après une résidence à Château-Thierry en Picardie puis au Centre culturel Le Mail à Soissons et à l'Espace Jean-Legendre à Compiègne dans l'Oise, sa compagnie s'installe en résidence à Abbaye de Saint-Riquier.
Avec une équipe conjuguant circassiens et danseurs, il crée Ansi la nuit où il intègre oiseaux de nuit et un loup sur scène. Il travaille également à un duo, Rose Becket, avec une danseuse et un vautour, puis assume la mise en scène d'un "Oratorio navajo" du compositeur Thierry Pécou pour l'Opéra de Rouen.

## Principales chorégraphies
- 1995 : Le Grand Vivant (avec Icosaèdre)
- 1996 : If, trio pour deux hommes et une planche
- 1997 : Oscar inspiré du travail d'Oskar Schlemmer
- 1999 : Polemos associant karatékas et danseurs
- 2000 : Sans abord réel pour la ballet junior du Conservatoire national supérieur de musique et de danse de Paris
- 2002 : Sur le fil de minuit
- 2005 : La Confidence des oiseaux, version plein air
- 2006 : La Confidence des oiseaux, version théâtre
- 2007 : Objets, près...loin...
- 2008 : Migration d'été, adaptation de La Confidence des oiseaux
- 2010 : CAvAlle ![11]
- 2012 : Swan[12]
- 2015 : Light Bird
- 2017 : Ainsi la nuit
- 2019 : Nahasdzaan ou le monde scintillant, Oratorio navajo de Thierry Pécou
- 2020/21: Rose Becket

## Prix et distinctions
- 2012 : « Talents danse » de l'ADAMI[9]
- 2013 : Officier dans l'Ordre des Arts et des Lettres[13]